# Eleitor do Palatinado
O título de Conde Palatino (em alemão:  Pfalzgraf) corresponde à investidura não só com as honras e privilégios correspondentes a um conde mas também com direitos de soberania ou semi-soberania.
Eleitor do Palatinado, na Bula Dourada de 1356, foi reconhecido como um dos seculares príncipe-eleitores e recebeu o título hereditário de administrador (Erztruchseß) do império e vigário imperial (Reichsverweser) da Francônia, Suábia, do Reno  e sul da Alemanha. Deste momento em diante, o conde palatino do Reno foi geralmente conhecido por "eleitor palatino" (Kurfürst von der Pfalz).
No entanto, a condição de príncipe-eleitor já existia anteriormente (por exemplo, dois reis rivais da Germânia foram eleitos em 1257: Ricardo, 1.º Conde da Cornualha e Afonso X de Leão e Castela), sendo, portanto, difícil estabelecer o momento exato que surgiu tal cargo.
Devido a prática da divisão de terras entre os diferentes ramos da família, no começo do século XVI a linhagem mais jovem dos Palatinos Wittelsbachs tornou-se a governante em Simmern, Kaiserslautern e Zweibrücken, no Baixo Palatinado e em Neuburgo do Danúbio e Sulzbach, no Alto Palatinado.
O eleitor palatino, depois baseado em Heidelberg, converteu-se ao luteranismo na década de 1530 e ao calvinismo na década de 1550.
A Santa Sé ao outorgar títulos palatinos acrescenta a expressão, Romano como exemplo: Conde Romano ou Conde Romano da Santa Sé.

## Primeiro Eleitorado, 1356–1648
| Dinastia Wittelsbach     |                          |                     | |
| Imagem                   | Nome                     | Data                | Notas |
|                          | Ruperto I                | 1356–1390           | |
|                          | Ruperto II               | 1390–1398           | Sobrinho de Ruperto I, filho de Adolfo |
|                          | Ruperto III              | 1398–1410           | Filho de Ruperto II, eleito rei da Germânia em 1400 |
|                          | Luís III                 | 1410–1436           | Filho de Ruperto III |
|                          | Luís IV                  | 1436–1449           | Filho de Luís III |
|                          | Frederico I              | 1449–1476           | Irmão de Luís IV |
|                          | Filipe                   | 1476–1508           | Filho de Luís IV |
|                          | Luís V                   | 1508–1544           | Filho de Filipe |
|                          | Frederico II             | 1544–1556           | Irmão de Luís V |
|                          | Otão Henrique            | 1556–1559           | Sobrinho de Frederico II, filho de Ruperto de Frisinga |
| Linhagem de Simmern      |                          |                     | |
| Imagem                   | Nome                     | Data                | Notas |
|                          | Frederico III            | 1559–1576           | Quando o ramo mais antigo da família desapareceu em 1559, o eleitorado passou para Frederico III de Simmern, um ferrenho calvinista e o Palatinado tornou-se um dos maiores centros do calvinismo na Europa, apoiando as rebeliões calvinistas nos Países Baixos e França. |
|                          | Luís VI                  | 1576–1583           | Filho de Frederico III |
|                          | Frederico IV             | 1583–1610           | Filho de Luís VI. Com seu conselheiro, Cristiano de Anhalt, fundaram a União Evangélica dos estados protestantes em 1608. |
|                          | Frederico V              | 1610–1623           | Filho de Frederico IV e casado com Elisabete, filha de Jaime I da Grã-Bretanha. Em 1619, ele aceitou o trono da Boêmia oferecido pelos estados da Boêmia. Ele foi logo derrotado pelas forças do imperador Fernando II na Batalha da Montanha Branca em 1620 e as tropas da Espanha e da Baviera logo ocuparam o próprio Palatinado. Chamado de "Rei de Inverno", porque o seu reinado na Boêmia durou apenas um inverno. Em 1623, Frederico foi banido do império. |
| Casa da Baviera, 1623–48 |                          |                     | |
| Imagem                   | Nome                     | Data                | Notas |
|                          | Maximiliano I da Baviera | 1623–1648 (m. 1651) | Os territórios de Frederico V e o seu cargo de eleitor foram dados ao Duque da Baviera, Maximiliano I, do distante ramo da Casa de Wittelsbach. Embora tecnicamente eleitor palatino, ele foi conhecido como eleitor da Baviera. A partir de 1648, ele reinou sozinho na Baviera e no Alto Palatinado, mas manteve todas as suas honrarias de eleitor e a precedência do Eleitorado do Palatinado.                                                                  |

## Segundo Eleitorado,1648–1777
| Linhagem Simmern restaurada |                   |           | |
| Imagem                      | Nome              | Data      | Notas |
|                             | Carlos I Luís     | 1648–1680 | Filho de Frederico V. Pela Paz de Vestfália em 1648, Carlos Luís foi restaurado ao Baixo Palatinado, e lhe foi concedido um novo título de eleitor, também chamado "eleitor palatino", mas abaixo em precedência em relação aos outros eleitorados.                                        |
|                             | Carlos II         | 1680–1685 | Filho de Carlos I Luís. Último da linhagem dos Simmern. |
| Linhagem Neuburgo           |                   |           | |
| Imagem                      | Nome              | Data      | Notas |
|                             | Filipe Guilherme  | 1685–1690 | Em 1685, a linhagem dos Simmern desapareceu e o Palatinado foi herdado por Filipe Guilherme, Duque do Palatinado-Neuburgo (também duque de Jülich e Berg), um católico. |
|                             | João Guilherme II | 1690–1716 | Filho de Filipe Guilherme |
|                             | Carlos III Filipe | 1716–1742 | Irmão de João Guilherme II. Último da linhagem dos Neuburgo. Transferiu, em 1720, a capital do Palatinado de Heidelberga para Mannheim, transferindo a sede da corte do Castelo de Heidelberga (em alemão: Heidelberger Schloss) para o Palácio de Mannheim (em alemão: Schloss Mannheim). |
| Linhagem Sulzbach           |                   |           | |
| Imagem                      | Nome              | Data      | Notas |
|                             | Carlos IV Teodoro | 1742–1777 | O Palatinado foi herdado pelo duque Carlos Teodoro de Sulzbach. Carlos Teodoro também herdou o Eleitorado da Baviera, porém, pelo fato de não ter deixado herdeiros, sua linhagem tornou-se extinta em 1777.                                                                               |

## Eleitores da Baviera e condes palatinos do Reno,1777–1803
| Linhagem Sulzbach    |                   |                     | |
| Imagem               | Nome              | Data                | Notas |
|                      | Carlos IV Teodoro | 1777–1799           | O título e autoridade de eleitor palatino foram subsumidos no Eleitorado da Baviera, Carlos Teodoro e seus herdeiros mantiveram apenas o voto único e precedência do eleitor da Baviera. Eles continuaram a usar o título "Conde Palatino do Reno" (em alemão: Pfalzgraf bei Rhein). |
| Linhagem Zweibrücken |                   |                     | |
| Imagem               | Nome              | Data                | Notas |
|                      | Maximiliano José  | 1799–1803 (m. 1825) | O herdeiro de Carlos Teodoro, Maximiliano José, Duque de Zweibrücken (na fronteira com a França), reuniu todos os territórios dos Wittelsbach sob um único governo em 1799. O Palatinado foi dissolvido nas Guerras revolucionárias francesas. Primeiro, seus territórios da margem esquerda foram ocupados e depois anexados, pela França começando em 1795; depois, em 1803, seus territórios da margem direita foram tomados pelo marquês de Bade. O Eleitorado do Palatinato, como um território distinto, desapareceu. Em 1806, o Sacro Império Romano-Germânico foi abolido e todos os direitos e responsabilidades dos eleitores foram juntos com ele. |